# León (miasto w Nikaragui)

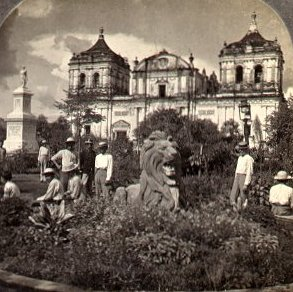
Katedra w León, 1900

León – miasto w zachodniej Nikaragui, na nizinie nadbrzeżnej Oceanu Spokojnego. Współrzędne geograficzne: 12°26′17″N 86°52′35″W/12,438056 -86,876389. Ośrodek administracyjny departamentu León. Ludność: 198 tys. mieszkańców (2003). Drugie pod względem liczby ludności miasto kraju.
Założone w 1523, pierwotnie w innym miejscu około 30 km dalej na wschód, u stóp wulkanu Momotombo. Po wybuchu wulkanu w 1610 przeniesione zostało na obecne miejsce. Ruiny León Viejo stanowią obecnie ważny obiekt archeologiczny, w 2000 roku wpisany na listę światowego dziedzictwa UNESCO. W 2011 roku na listę wpisano także Katedrę w León, znajdującą się przy Parque Central największą katedrę katolicką na obszarze Ameryki Środkowej. Posiada ona 5 naw podtrzymywanych przez 24 filary, ok. 100 m długości oraz 45 m szerokości. Wewnątrz znajduje się sarkofag Rubéna Darío, strzeżony przez kamiennego lwa. Innymi zabytkami są kościół El Calvario, barokowy kościół La Recolección oraz ruiny kościoła San Juan z XVIII w.
W 1839, gdy Nikaragua wystąpiła ze Stanów Zjednoczonych Ameryki Środkowej, León zostało stolicą niepodległej Nikaragui. Konkurentem do tytułu stolicy było miasto Granada. Ostatecznie wybrano kompromisowe rozwiązanie – stolicą została Managua. 21 września 1956 w León został zastrzelony dyktator generał Anastasio Somoza García. W mieście znajduje się port lotniczy.

## Miasta partnerskie
- Alicante (Hiszpania)
- Berkeley (USA)
- Gettysburg (USA)
- Hamburg (Niemcy)
- Lund (Szwecja)
- New Haven (USA)
- Oksford (Wielka Brytania)
- Salzburg (Austria)
- Saragossa (Hiszpania)
- Tampere (Finlandia)
- Utrecht (Holandia)